# 김종부 (기업인)
김종부(1952 출생)는 대한민국의 기업인이자 (주)엔유씨전자 회장이다. 현재 한국무역협회 대구경북무역협의회 회장을 맡고 있다.
1978년 7월 한일내쇼날을 설립했으며, 1990년 상호를 (주)엔유씨전자로 변경했다.
'2019 제품 안전의 날' 행사에서 세계 최초 원액기 안전 기술과 안전장치가 포함된 원액기 개발을 통해 소비자 안전사고 예방에 앞장선 공로를 인정받아 대통령 표창을 수상했다. 또한, 같은 해 한국제품안전협회가 선정하는 '이달의 대한민국 제품안전인상'을 수상했다.
2023년 1월에는 원액기, 블렌더, 녹즙기 등 독창적인 기술력을 바탕으로 상공업 진흥과 경제 발전에 기여한 공을 인정받아 '2023 대구산업대상 기술 대상'을 수상했다.

## 경력
- 1978.07  한일내쇼날 설립
- 1997.01  엔유씨전자 대표이사
- 2000.06  제1기 벤처기업 대구경북지역협회 회장
- 2005.05  제1대 중소기업기술혁신협회 대구경북지회 회장
- 2005.05  제 40회 발명의 날 발명진흥유공자 은탑산업훈장 (특허청)[6]
- 2006.07  특허기술상 정약용상 수상[7]
- 2014.12  싱글PPM 품질혁신 전진대회 국무총리상 수상 (중소기업청)
- 2015.03  한국을 빛낸 이달의 무역인 선정[8]
- 2024.02  한국무역협회 대구경북기업협의회 회장 취임[9]

1. ↑  “무역협회 대경기업협의회 신임 회장에 김종부 엔유씨전자 대표”.
2. ↑  “네이버 프로필”.
3. ↑  “엔유씨전자, '2019 제품 안전의 날' 대통령 표창 수상”.
4. ↑  “엔유씨전자 김종부 회장, 한국제품안전협회 '이달의 대한민국 제품안전인상' 수상”.
5. ↑  “엔유씨전자 김종부 회장, '2023 대구산업대상' 기술대상”.
6. ↑  “엔유씨전자 연혁”.
7. ↑  “엔유씨전자, 특허기술상 정약용상 수상”.
8. ↑  “김종부 "과일 통째로 짜는 원액기 50개국 수출"”.
9. ↑  “무역협회 대경기업協 신임 회장에 김종부 엔유씨전자 대표이사”.